# 石黒修 (言語学者)
石黒 修（いしぐろ よしみ、1899年6月3日 - 1980年8月15日）は、日本の国語学者・国語教育学者・エスペラント語学者。
愛知県生まれ。本名は石黑修治。法政大学中退。大正末期から昭和初期にかけてエスペラントの教育者として多数の著書を出していたが、日中戦争に入ってからは大東亜共栄圏をはじめとした外国への日本語教育政策に深く関与するようになる。1938年には基礎日本語調査会のメンバーとなり、外国人・植民地への日本語普及に便利な基礎語彙を選定する役割を担った。弟子にあたる関正昭によれば、「あの頃、僕は好いように使われました」と述懐したという。
戦後は児童向けの初等国語教育に携わった。金田一春彦との交流が深かった。国立国語研究所、中京大学教授。

## 著書
- 『初等エスペラント教科書』世界思潮研究會 1923
- 『エスペラントの學び方』日本評論社 1925
- 『正しく覺えられるエスペラント入門』太陽堂 1929
- 『エスペラントABCの讀み方から』太陽堂 1931
- 『エスペラントの學び方 獨習三十日』博文館 1931
- 『國際語初歩』新思想社 1931
- 『國際語の初歩』日本書店 1932
- 『エスペラントの基礎』博文館 1933
- 『エスペラント通信の實際』有精堂出版部 1934
- 『國際通信の常識』エスペラント文庫 日本エスペラント學會 1934
- 『國語の世界的進出 海外外地日本語獨本の紹介』厚生閣 1940
- 『日本語の問題 國語問題と國語教育』修文館 1940
- 『日本語の世界化 國語の發展と國語政策』修文館 1941
- 『美しい日本語』光風館 女性新書 1943
- 『ことばと生活』三友社 1943
- 『ことばと教育』巌松堂 生活学校叢書 1947
- 『ことばと文字』三省堂 社会科文庫 1950
- 『日本人の國語生活』東京大学出版部 1951
- 『ことばのふしぎ』ながいたもつ絵 牧書店 学校図書館文庫 1952
- 『ことば』朝日新聞社 アサヒ相談室 1953
- 『わたしたちのことば』あかね書房 小学生学習文庫 1955
- 『ことばの教室』辛島一誓絵 青葉書房 学級図書館 1957
- 『ことばのふしぎ』牧書店 新編学校図書館文庫選集 1960
- 『ニッポン語の散歩』角川書店 1960
- 『日本のことば ことばと文字の百科事典』さ・え・ら書房 ぼくたちの研究室 1962
- 『ことばのしつけ よいことばの手びき』あすなろ書房 1963
- 『知っておく必要のあることばの秘密』松沢慧絵 牧書店 少年少女教養文庫 1964
- 『ことばの秘密』アリス館 1975
- 『ことばのエチケット』教育出版 1977

### 編著
- 『正則エスペラント講義録』全3巻 増訂 編 世界思潮研究会 1925
- 『国語教育実践講座』全12巻 平井昌夫、滑川道夫ほか共編 牧書店 1953-54
- 『ことばの講座』全6巻 金田一春彦等共編 東京創元社 1956
- 『三省堂小学国語辞典』編 三省堂 1959[4][5]
- 『玉川児童百科大辞典 11 国語』編 誠文堂新光社 1967